# Ancier
Ancier ist eine Gemeinde im französischen Département Haute-Saône in der Region Bourgogne-Franche-Comté.

## Geographie
Ancier liegt auf einer Höhe von 192 m über dem Meeresspiegel, drei Kilometer östlich von Gray und etwa 38 Kilometer nordwestlich der Stadt Besançon (Luftlinie). Das Dorf erstreckt sich im Südwesten des Départements, in der Ebene von Gray, am Austritt des Baches Dhuys in die breite Talniederung der Saône.
Die Fläche des 4,42 km² großen Gemeindegebiets umfasst einen Abschnitt der leicht gewellten Landschaft südöstlich der Saône. Der nördliche Teil des Gebietes wird von der Alluvialebene der Saône eingenommen, die durchschnittlich auf 187 m liegt. Sie bildete früher ein weites Auen- und Sumpfgebiet. Dieses wird durch die Dhuys und die Morte sowie verschiedene Drainagegräben entwässert. Nach Süden leitet eine Stufe zum angrenzenden Plateau über, das rund 30 m höher liegt als die Talebene. Mit 229 m wird auf der Anhöhe südöstlich des Dorfes die höchste Erhebung von Ancier erreicht. Nach Osten erstreckt sich das Gemeindeareal bis in das Waldgebiet des Bois de Belle Combe. In geologischer Hinsicht besteht der Untergrund von Ancier aus einer Wechsellagerung von sandig-mergeligen und kalkigen Schichten aus dem  Tertiär und der oberen Jurazeit.
Nachbargemeinden von Ancier sind Gray im Westen und Norden, Saint-Broing im Nordosten, Velesmes-Échevanne im Südosten sowie Battrans im Süden.

## Geschichte

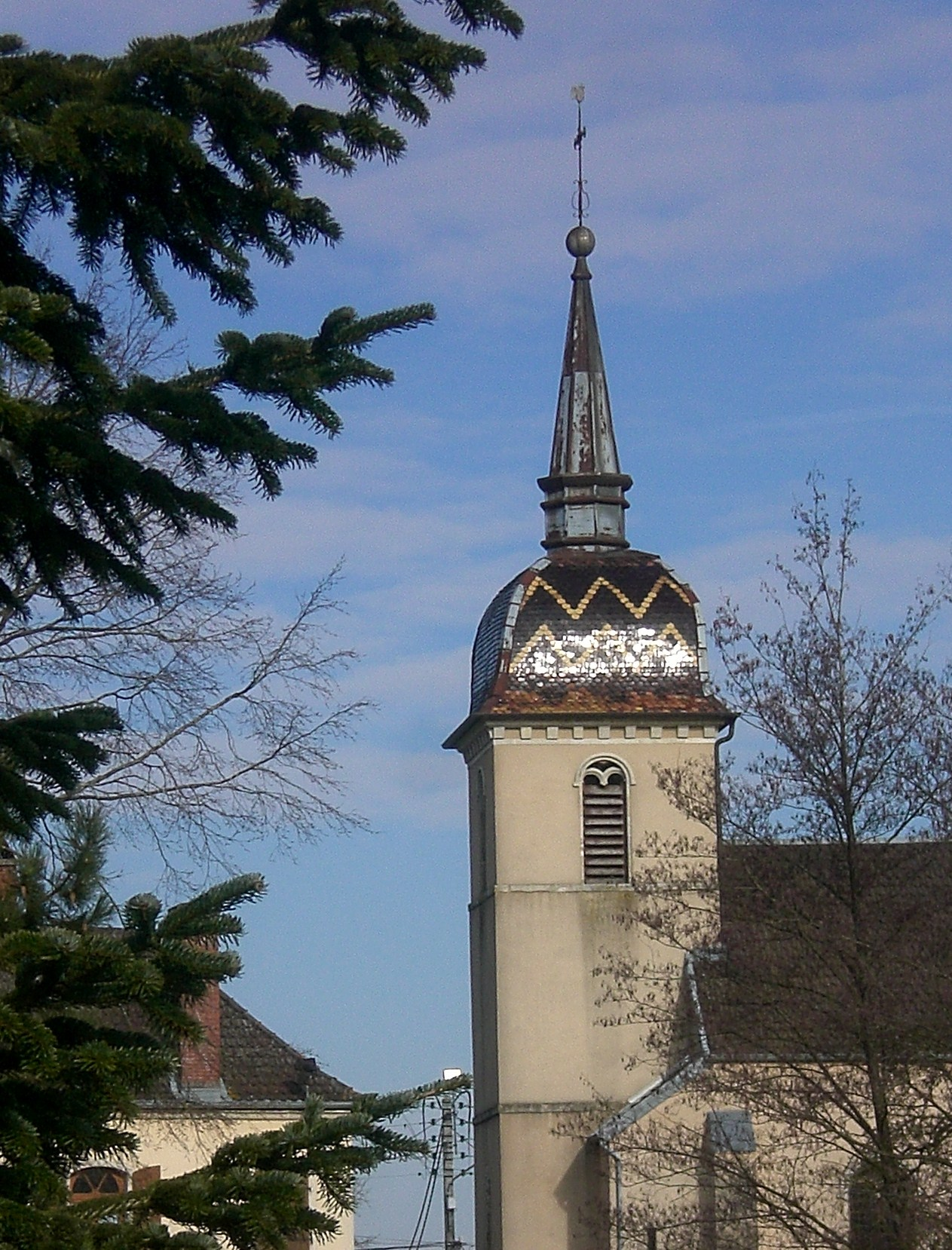
Kirche mit Glockenturm

Erstmals urkundlich erwähnt wird Ancier im Jahr 1186. Das ehemals sumpfige Gebiet wurde von den Mönchen des Klosters Corneux entwässert und urbar gemacht. Im Mittelalter gehörte das Dorf zur Freigrafschaft Burgund und darin zum Gebiet des Bailliage d’Amont. Zusammen mit der Franche-Comté gelangte Ancier mit dem Frieden von Nimwegen 1678 definitiv an Frankreich. Zu Gebietsveränderungen kam es in der ersten Hälfte des 19. Jahrhunderts: 1807 wurde das bis dahin selbständige Corneux mit Ancier fusioniert. 1841 wurde Corneux jedoch wieder abgetrennt und der Gemeinde Saint-Broing zugeschlagen. Heute ist Ancier Mitglied des 16 Ortschaften umfassenden Gemeindeverbandes Communauté de communes du Val de Gray.

## Sehenswürdigkeiten
Die Dorfkirche von Ancier wurde im 19. Jahrhundert weitgehend neu erbaut, wobei der Glockenturm aus dem 18. Jahrhundert erhalten blieb.

## Bevölkerung
| Jahr                       | 1962 | 1968 | 1975 | 1982 | 1990 | 1999 | 2006 |
| Einwohner                  | 247  | 284  | 345  | 448  | 490  | 424  | 455  |
| Quellen: Cassini und INSEE |      |      |      |      |      |      |      |

Mit 521 Einwohnern (1. Januar 2022) gehört Ancier zu den kleinen Gemeinden des Département Haute-Saône. Nachdem die Einwohnerzahl in der ersten Hälfte des 20. Jahrhunderts abgenommen hatte (1906 wurden noch 335 Personen gezählt), wurde von 1960 bis 1990 wieder ein kontinuierliches Bevölkerungswachstum verzeichnet. Seither ist die Einwohnerzahl wieder leicht rückläufig.

## Wirtschaft und Infrastruktur
Ancier war lange Zeit ein vorwiegend durch die Landwirtschaft (Ackerbau, Obstbau und Viehzucht) geprägtes Dorf. Heute gibt es verschiedene Betriebe des lokalen Kleingewerbes, darunter ein Unternehmen, das auf die Herstellung von Rohren spezialisiert ist. In den letzten Jahrzehnten hat sich das Dorf zu einer Wohngemeinde gewandelt. Viele Erwerbstätige sind deshalb Pendler, die in Gray und in den anderen größeren Ortschaften der Umgebung ihrer Arbeit nachgehen.
Der Ort ist verkehrstechnisch gut erschlossen. Er liegt nahe der Hauptstraße D474, die von Gray nach Vesoul führt. Weitere Straßenverbindungen bestehen mit Beaujeu und Battrans.